# 2023
Cette page concerne l'année 2023  du calendrier grégorien.
2023 est la 2023e année de l'ère commune, la 23e du IIIe millénaire et du XXIe siècle et la 4e de la décennie 2020-2029. C'est une année commune qui commence un dimanche.
Elle est marquée par (de haut en bas et de gauche à droite sur l'image ci-contre) :
- des mandats d'arrêt de la Cour pénale internationale contre Vladimir Poutine et Maria Lvova-Belova,
- la rébellion du groupe Wagner et le crash de son avion,
- l'incident des ballons chinois,
- des faillites bancaires aux États-Unis,
- la guerre au Haut-Karabagh,
- le couronnement de Charles III et de Camilla,
- le début de la guerre à Gaza,
- le début d'une guerre civile au Soudan,
- la tempête Daniel,
- des séismes en Turquie et en Syrie,
- une tentative de coup d'État au Brésil,
- le premier vol d'essai orbital du Starship,
- le cyclone Freddy,
- un séisme au Maroc,
- des séismes à Hérat,
- le début de la mission lunaire indienne Chandrayaan-3.

## Autres calendriers
L'année 2023 du calendrier grégorien correspond aux dates suivantes :
- Calendrier berbère : 2972 / 2973
- Calendrier chinois : 4720 / 4721 (le Nouvel An chinois 4721 de l'année du lapin d'eau a lieu le 22 janvier 2023)
- Calendrier hébraïque : 5783 / 5784 (le 1er tishri 5784 a lieu le 16 septembre 2023[1])
- Calendrier indien : 1944 / 1945 (le 1er chaitra 1945 a lieu le 22 mars 2023[1])
- Calendrier musulman : 1444 / 1445 (le 1er mouharram 1445 a lieu le 19 juillet 2023[1])
- Calendrier persan : 1401 / 1402 (le 1er farvardin 1402 a lieu le 21 mars 2023[1])
- Calendrier républicain : 231 / 232 (le 1er vendémiaire 232 a lieu le 23 septembre 2023[1])
- Jours juliens : 2 459 945,5 à 2 460 310,5[2],[1]

## Célébrations
- Année internationale du mil[3].
- Année internationale du dialogue comme gage de paix[4].

## Événements

### Janvier
- 1er janvier : adhésion de la Croatie à la zone euro et à l'espace Schengen[5].
- 5 janvier : le cartel de Sinaloa crée de nombreux troubles dans le Sinaloa (Mexique), après l'arrestation d'un de leurs membres Ovidio Guzmán López.
- 8 janvier :
  - élections législatives au Bénin.
  - tentative de coup d’État au Brésil, des partisans de l'ancien président brésilien Jair Bolsonaro envahissent la place des Trois Pouvoirs.
- 9 janvier : la police péruvienne tire sur des manifestants à Juliaca, provoquant la mort d'au moins 18 personnes.
- 13-14 janvier : élection présidentielle tchèque (1er tour).
- 14 janvier : élections sénatoriales  au Kazakhstan.
- 15 janvier :
  - le vol Yeti Airlines 691 s'écrase près de la rivière Seti au Népal, provoquant la mort des 72 personnes à son bord.
  - au 15 avril : exposition spécialisée à Buenos Aires.
- 18 janvier : un accident d'hélicoptère à Brovary tue 14 personnes, dont le ministre ukrainien de l'Intérieur Denys Monastyrsky.
- 21 janvier :
  - référendum constitutionnel en Slovaquie.
  - la fusillade de Monterey Park en Californie tue 10 personnes, puis l'auteur des faits se suicide
- 27-28 janvier : élection présidentielle tchèque (2e tour).
- 29 janvier : élections législatives en Tunisie (2e tour).
- 30 janvier : Un terroriste islamiste de Jamaat-ul-Ahrar, un groupe taliban, tue 100 personnes dans un attentat-suicide à Peshawar, au Pakistan.

### Février
- 1er février au 11 février : Coupe du monde des clubs de la FIFA 2022, au Maroc.
- 4 février au 18 mars : Tournoi des Six Nations 2023.
- 5 février :
  - élection présidentielle chypriote (1er tour) ;
  - référendum constitutionnel en Équateur.
- 6 février : des séismes en Turquie et en Syrie, de magnitude 7,5, causent la mort de plus de 50 000 personnes.
- 6 au 19 février : championnats du monde de ski alpin 2023 à Courchevel-Méribel (France).
- 12 février : élections régionales à Berlin.
- 13 février : 2023 CX1 se désintègre au-dessus de la Normandie en entrant dans l'atmosphère.
- 19 février : élection présidentielle au Bangladesh.
- 24 février : élections législatives à Djibouti.
- 25 février : élection présidentielle, élections législatives et élections sénatoriales au Nigeria.
- 28 février : la  collision de deux trains en Grèce entraîne la mort de 57 personnes.

### Mars
- 5 mars : élections législatives en Estonie.
- 9 mars : élection présidentielle au Népal.
- 10 mars : élection présidentielle en Chine.
- 12 mars : élections sénatoriales au Cameroun.
- 17 mars : la Cour pénale internationale émet des mandats d'arrêt contre Vladimir Poutine et Maria Lvova-Belova pour crime de guerre.
- 19 mars :
  - élections législatives au Kazakhstan ;
  - élection présidentielle au Monténégro.
  - UBS rachète le Crédit suisse.
- 26 mars :
  - élections législatives à Cuba ;
  - élections législatives au Turkménistan.

### Avril
- 2 avril :
  - élections législatives en Bulgarie ;
  - élections législatives en Finlande ;
  - élection présidentielle au Monténégro (2e tour).
- 4 avril : la Finlande adhère à l'OTAN.
- 8 au 10 avril : exercices militaires chinois autour de Taïwan.
- 11 avril : l'armée de l'air birmane bombarde Pazigyi.
- 14 avril : lancement de la mission de l'Agence spatiale européenne Jupiter Icy Moons Explorer.
- 15 avril : 
  - début du conflit soudanais de 2023.
  - des djihadistes attaquent Aoréma.
- 16 avril : mise en service commerciale de la centrale nucléaire d'Olkiluoto, avec treize ans de retard sur le calendrier initial.
- 19 avril : annonce de la découverte des Mirusvirus.
- 20 avril :
  - éclipse solaire hybride ;
  - élections sénatoriales au Bhoutan.
  - 136 à 200 personnes sont tuées lors du massacre de Karma par les forces armées du Burkina Faso.
- 24 avril : début de l'Opération Wuambushu visant notamment à combattre la criminalité à Mayotte.
- 26 avril : l'Inde dépasse la Chine et devient le pays le plus peuplé[6].
- 30 avril :
  - élections générales au Paraguay ;
  - référendum constitutionnel en Ouzbékistan.
  - Ding Liren devient le premier chinois à remporter le titre de champion du monde d'échecs, après sa victoire au championnat du monde.

### Mai
- 2 mai au 27 septembre : grève des scénaristes américains.
- 5 mai : l'Organisation mondiale de la santé annonce la fin de l'urgence sanitaire internationale pour la pandémie de Covid-19.
- 6 mai : couronnement de Charles III et de Camilla Parker Bowles au Royaume-Uni.
- 7 mai : élections constituantes chiliennes.
- 13 mai :
  - élections législatives en Mauritanie ;
  - Loreen remporte le Concours Eurovision de la chanson 2023 à Liverpool au Royaume-Uni.
- 14 mai :
  - élections législatives en Thaïlande ;
  - élections législatives et élection présidentielle en Turquie.
- 17 mai : procédure de destitution du président équatorien Guillermo Lasso.
- 19 au 21 mai : 49e sommet du G7 à Hiroshima.
- 21 mai :
  - élections législatives en Grèce.
  - élections législatives au Timor oriental.
- 30 mai : élections sénatoriales aux Pays-Bas.
- 31 mai : élection présidentielle en Lettonie.

### Juin
- 1er juin : la Corée du Sud abandonne leur système traditionnel du calcul d'âge.
- 2 juin : un accident ferroviaire en Inde tue 275 personnes.
- 4 juin :
  - élections législatives en Guinée-Bissau.
  - début des manifestations en Pologne
- 6 juin :
  - élections législatives au Koweït.
  - destruction du barrage de Kakhovka.
- 11 juin : élections législatives au Monténégro.
- 14 juin : l' Andrianna coule au large de la Messénie en Grèce.
- 16 juin : un séisme en France fait quelques blessés légers.
- 18 juin :
  - référendum constitutionnel au Mali.
  - Hardeep Singh Nijjar, militant politique et religieux est assassiné au Canada. Les autorités canadiennes accusent l'Inde.
- 21 juin : une explosion de gaz à Yinchuan en Chine tue 31 personnes.
- 23 juin : le groupe Wagner se rebelle contre le gouvernement Russe.
- 24 juin : élection présidentielle et élections législatives en Sierra Leone.
- 25 juin :
  - élections législatives en Grèce ;
  - élections législatives et élection présidentielle au Guatemala.
- 27 juin : début des émeutes consécutives à la mort de Nahel Merzouk en France.

### Juillet
- 9 juillet : élection présidentielle en Ouzbékistan.
- 11 et 12 juillet : 34e sommet de l'OTAN à Vilnius.
- 14 juillet :
  - début de la grève des acteurs américains.
  - l'Organisation indienne pour la recherche spatiale lance la sonde Chandrayaan-3.
- 17 juillet : début des incendies en Grèce.
- 20 juillet :
  - début de la Coupe du monde féminine de football 2023.
  - une fusillade à Auckland tue 3 personnes.
- 23 juillet :
  - élections législatives cambodgiennes ;
  - élections générales en Espagne.
- 26 juillet : coup d'état au Niger.
- 28 juillet au 6 août : 9e édition des Jeux de la Francophonie à Kinshasa.
- 30 juillet : référendum constitutionnel en République centrafricaine.

### Août
- 1er au 6 août : Journées mondiales de la jeunesse  à Lisbonne (Portugal).
- 2 août : le jour du dépassement est atteint.
- 3 au 13 août : championnats du monde de cyclisme sur route 2023 à Glasgow, en Écosse.
- 8 août : fondation de l'Alliance amazonienne de combat contre la déforestation.
- 9 août : le candidat équatorien anticorruption Fernando Villavicencio est assassiné.
- 11 août : lancement de la mission spatiale russe Luna 25 vers la Lune.
- 19 au 27 août : championnats du monde d'athlétisme 2023 à Budapest, en Hongrie.
- 17 août : fondation de la secte kenyane de l'Église internationale de Bonne Nouvelle.
- 20 août :
  - élection présidentielle en Équateur ;
  - finale de la coupe du monde féminine de football 2023.
- 22 au 24 août : lors du 15e sommet des BRICS, l'Arabie saoudite, l'Argentine, l'Égypte, les Émirats arabes unis, l'Éthiopie et l'Iran sont invités à rejoindre le groupe.
- 23 août :
  - élections parlementaires et élection présidentielle au Zimbabwe.
  - l'avion transportant les chefs du groupe Wagner s'écrase à Koujenkino.
- 25 août au 10 septembre : Coupe du monde masculine de basket-ball 2023
- 26 août :
  - élections présidentielle et législatives au Gabon.
- 30 août : coup d'État militaire au Gabon.

### Septembre
- 1er septembre  : élection présidentielle singapourienne.
- 3 septembre au 10 septembre : championnats du monde d'aviron 2023.
- 4 septembre au 17 septembre : championnats du monde d'haltérophilie 2023.
- 8 septembre : 
  - séisme meurtrier au Maroc dans la région de Marrakech-Safi.
  - au 28 octobre : 10e édition de la Coupe du monde de rugby à XV en France.
- 9 et 10 septembre : Sommet du G20 de 2023, à cette occasion l'Union africaine devient officiellement le 21e membre de l'organisation.
- 10 septembre : la tempête Daniel traverse la Libye et provoque la mort de plus de 11 400 personnes.
- 12 septembre :
  - l'incendie d'un immeuble à Hanoï provoque la mort de 56 personnes ;
  - bataille de Bourem au Mali.
- 15 septembre : Evika Siliņa devient Première ministre de Lettonie.
- 16 septembre au 24 septembre : championnats du monde de lutte 2023.
- 19 septembre :
  - le service météorologique australien annonce la formation d'El Niño ;
  - début de la guerre du Haut-Karabagh.
- 24 septembre :
  - élections sénatoriales en France ;
  - la mission spatiale américaine OSIRIS-REx rapporte sur Terre des échantillons de l’astéroïde Bénou.
- 30 septembre : élections législatives en Slovaquie.

### Octobre
- 3 octobre : un séisme au Népal de magnitude 5,6 provoque la mort de 157 personnes.
- 7 octobre :
  - élections législatives aux Émirats arabes unis ;
  - le Hamas lance une offensive de grande envergure contre Israël, qui réplique ;
  - deux tremblements de terre font plus de 1 000 morts à Hérat, en Afghanistan.
- 8 octobre : élections législatives au Luxembourg.
- 10 octobre : élections législatives, élections sénatoriales et élection présidentielle au Liberia.
- 14 octobre :
  - référendum constitutionnel en Australie ;
  - élections législatives en Nouvelle-Zélande ;
  - éclipse solaire annulaire.
- 15 octobre :
  - élection présidentielle (2d tour) en Équateur ;
  - élections parlementaires et référendum en Pologne.
- 17 octobre : les députés russes révoquent la ratification du traité d'interdiction complète des essais nucléaires.
- 22 octobre :
  - élections législatives et élection présidentielle en Argentine ;
  - élections fédérales en Suisse.

### Novembre
- Du 10 novembre au 14 novembre : la bataille de Kidal s'achève avec la victoire du Mali et du groupe Wagner sur le CSP.
- 12 novembre : le tunnel Silkyara Bend-Barkot en Inde s'effondre lors de sa construction, piégeant 41 ouvriers.
- 16 novembre : élection présidentielle à Madagascar.
- 17 novembre : pour la première fois, la température moyenne mondiale a été de 2°C supérieure à celle de la moyenne saisonnière à l'ère pré-industrielle[7].
- 19 novembre : élection présidentielle en Argentine (2d tour).
- 22 novembre : élections législatives aux Pays-Bas.
- 23 novembre : une attaque au couteau provoque des émeutes à Dublin (en).
- 30 novembre au 12 décembre : Conférence de Dubaï de 2023 sur les changements climatiques (COP 28).
- 30 novembre : élections législatives au Bhoutan.

### Décembre
- 10 au 12 décembre : élection présidentielle en Égypte.
- 14 décembre : le Conseil européen donne le feu vert à l'ouverture des négociations d'adhésion à l'Union européenne avec l'Ukraine et la Moldavie et accorde le statut de candidat à la Géorgie.
- 17 décembre :
  - référendum constitutionnel au Chili ;
  - élections législatives en Serbie ;
  - référendum constitutionnel au Tchad.
- 18 décembre : lancement de l'opération Gardien de la prospérité pour répondre aux attaques contre les navires en transit de/vers Israël en mer Rouge.
- 20 décembre : élection présidentielle en république démocratique du Congo.
- 31 décembre : retrait du Mali de la MINUSMA.

## Distinctions internationales

### Prix Nobel
Les lauréats du prix Nobel en 2023 sont :
- prix Nobel de chimie : Moungi G. Bawendi, Louis E. Brus et Alexeï Iekimov ;
- prix Nobel de littérature : Jon Fosse ;
- prix Nobel de la paix : Narges Mohammadi ;
- prix Nobel de physiologie ou médecine : Katalin Karikó et Drew Weissman ;
- prix Nobel de physique : Pierre Agostini, Anne L'Huillier et Ferenc Krausz ;
- « prix Nobel » d'économie : Claudia Goldin.

## Décès en 2023

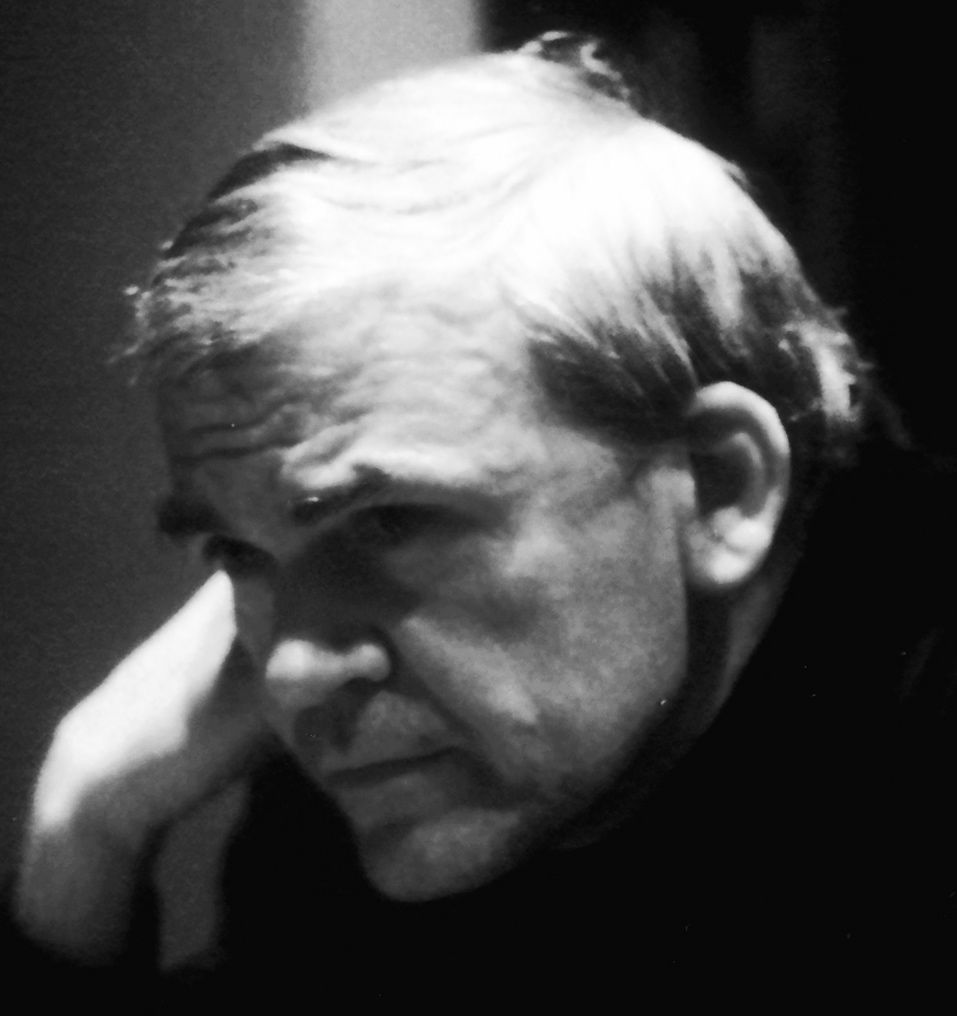
Milan Kundera.

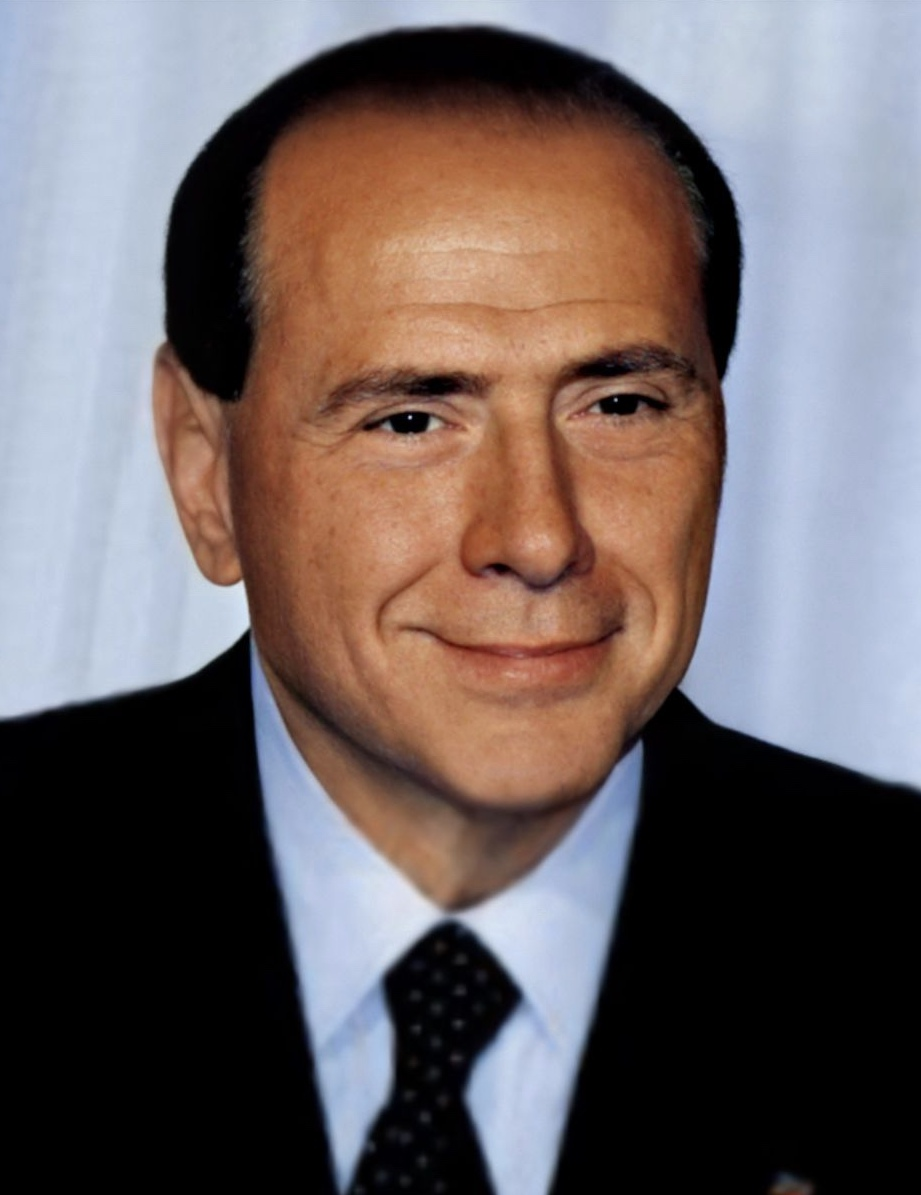
Silvio Berlusconi.

Personnalités majeures décédées en 2023

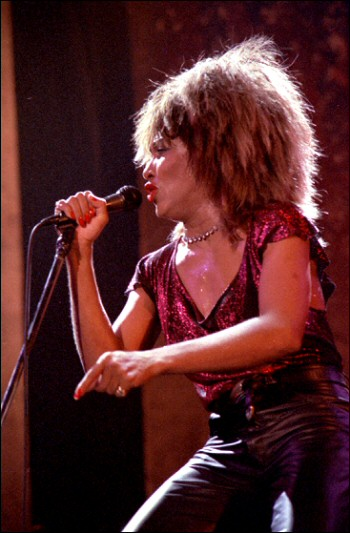
Tina Turner.

- 16 janvier : Gina Lollobrigida (actrice italienne).
- 3 février : Paco Rabanne (couturier et parfumeur espagnol).
- 10 février : Carlos Saura (cinéaste espagnol).
- 28 février : Just Fontaine (footballeur français).
- 24 mai : Tina Turner (chanteuse américaine).
- 12 juin : Silvio Berlusconi (homme d'affaires et homme d'État italien).
- 11 juillet : Milan Kundera (écrivain franco-tchèque).
- 16 juillet : Jane Birkin (chanteuse et actrice franco-britannique).
- 15 septembre : Fernando Botero (peintre et sculpteur colombien).
- 3 octobre : Jean-Pierre Elkabbach (journaliste français).
- 13 octobre : Hubert Reeves (astrophysicien et écologiste franco-canadien).
- 29 novembre : Henry Kissinger (homme politique américain).
- 27 décembre : Jacques Delors (homme politique français).